# José Eduardo dos Santos
José Eduardo dos Santos (Luanda, 1942. augusztus 28. – Barcelona, 2022. július 8.) angolai politikus, az angolai MPLA politikai párt vezetője és Angola második elnöke. Fiatalon csatlakozott a portugál gyarmati uralom megdöntése elleni mozgalomhoz és a MPLA tagja lett. Előbb száműzetésbe kényszerült, majd a Szovjetunióba távozott, ahol tanulmányokat folytatott. Angolába visszatérve egyre nagyobb befolyást szerzett és az ország függetlenségének elnyerésekor számos kormányzati pozíciót is ellátott. Agostinho Neto halálakor kinevezték az ország és az MPLA elnökének. Ellenfele Jonas Savimbi, az UNITA elnöke nem ismerte el hatalmát és a két felszabadítási mozgalomból kialakuló párt között több évtizeden át tartó polgárháború tört ki. Az 1992-es választásokat megnyerte és Savimbi merevsége (valamint az általa tovább folytatott polgárháború) miatt az Egyesült Államok őt ismerte el az ország legális vezetőjének. 2002-ben - Savimbi halála után - stabilizálta az ország gazdasági helyzetét, azonban egyre gyakrabban érte bírálat (különösen a fiatalabb generáció részéről).

## Életpályája

### Származása, tanulmányai és ifjúsága
José Eduardo dos Santos 1942. augusztus 28-án született Luandában. Édesapja kőfaragó volt. Már iskolás korában is lelkes nacionalista volt és társaival titokban a portugál gyarmati uralom megdöntéséért küzdött. 1961-ben - 19 éves korában - az MPLA nevű párt tagja lett, bár azt a portugál hatóságok betiltották és tagjait üldözték. Még ebben az évben kényszerű száműzetésbe vonult a kongói Léopoldville-be, ahol az MPLA irodával rendelkezett. Tehetségét hamar felismerték és elnyerte a párt ifjúsági részlegének alelnöki tisztségét. Két évvel később áthelyezték Brazzaville-be, az ottani MPLA irodába. 1963-ban dos Santos számos angolai fiatallal együtt ösztöndíjat nyert el a moszkvai Patrice Lumumba Egyetemen. 1969-ben olajmérnöki diplomát szerzett. Az angolai helyzetre való tekintettel még egy évet a Szovjetunióban töltött, ahol katonai telekommunikációval és radarral kapcsolatos tanfolyamot végzett el. Ottléte alatt összeházasodott egy szovjet állampolgárral.

### Ifjú katonai és politikai vezetőként
1970-ben visszatért Angolába és a következő három évben az MPLA felszabadítási hadseregében szolgált Cabindában. Időközben kinevezték a telekommunikációs szolgálat parancsnokhelyettesévé. 1974-ben - a lisszaboni szegfűs forradalom hatására - a portugál gyarmatok számára felcsillant a függetlenség reménye. Időközben dos Santos egyre nagyobb hatalmat szerzett és 1974-ben már a párt ötödik legbefolyásosabb vezetője volt. Emellett az MPLA végrehajtó bizottságának és a politikai osztályának is tagja volt. 1975 novemberében - az angolai függetlenség elnyerésekor - Agostinho Neto elnök kinevezte az első kormánya külügyminiszterének. Neto számára fontosak voltak az olyan közeli kollégák és korábbi harcostársak, mint dos Santos, akik rendelkeztek a kormányzáshoz szükséges kellő műveltséggel is. 1977-ben új megbízatást kapott és kinevezték tervügyi miniszternek, valamint ő lett a Nemzeti Tervező Bizottság titkára is. Egy rövid ideig pedig a miniszterelnök-helyettes is ő volt.

### Az elnöki kinevezése
1979 szeptemberében Agostinho Neto rákban elhunyt és a központi bizottság dos Santos-t egyhangúlag megszavazta az ország és az MPLA elnökének, valamint a fegyveres erők főparancsnokának. Kinevezését megerősítette az 1980 májusában tartott pártkongresszus is, így 37 éves korára dos Santos Afrika egyik legfiatalabb elnöke lett. A külföld számára ez némi meglepetést jelentett, de hazai ismertsége jelentős volt. Ő volt Neto egyik közeli tanácsadója, valamint ő is az MPLA-ban jelentős befolyással rendelkező kimbundu törzshöz tartozott. Emellett sok kollégájához mérten széles körű közigazgatási gyakorlattal rendelkezett, szolgálata és párthűsége vitathatatlan volt, valamint nem tartozott egyik pártfrakcióhoz sem.

### Az angolai polgárháborúban
Elnökként folytatta az elődje által megkezdett gazdasági és politikai újjáépítést. Legnagyobb problémája az UNITA nevű, rivális felszabadítási mozgalommal való szembenállása és az ebből kialakuló polgárháború volt. A belső fejlődéshez szükséges emberi és anyagi készletek jelentős részét az UNITA ellen viselt háború emésztette fel. Az UNITA és vezetője Jonas Malheiro Savimbi amerikai és dél-afrikai támogatásban részesült. Kormányán belül dos Santos többnyire mérsékelt álláspontot képviselt a marxista ideológiát támogató és a pragmatikusabb, ideológia tisztaságot a békéért feláldozni hajlandó szárny között. Ennek ellenére képtelen volt véget vetni a polgárháborúnak, amely tovább folytatódott. Ehhez kétségtelenül hozzájárultak a külső tényezők is. 1984-ben sikerült tűzszünetet kötnie a dél-afrikai kormánnyal. Ezt követően Fidel Castro is beleegyzett a kubai csapatok kivonásába. A megegyezés alapja a dél-afrikai csapatok Angolából és Namíbiából való kivonása, Namíbia függetlenségének elismerése, valamint az UNITA támogatásának beszüntetése volt. A fentiekből évekig csak a dél-afrikai tűzszünet teljesült, miközben százezrek vesztették életüket és a gazdaság is megsínylette a belháborút.
Az 1980-as években a kormány lassan eltávolodott a marxista ideológiától, csatlakozott a szabad piacgazdasághoz és az Nemzetközi Valutaalaphoz, valamint elfogadta a többpárti, választások alapján történő kormányzás elvét. A tervek szerint a választásokra a békeegyezmény elérése utáni három éven belül került volna sor. Ezek a lépések hozzájárultak ahhoz, hogy az Egyesült Államok, Portugália és az egykori Szovjetunió közvetítőként segítse a békekötés létrejöttét. Ennek következtében a felek 1989-ben tűzszünetet kötöttek és bár azt időnként megszegték, a helyzet mégis fokozatosan stabilizálódott. A választásokra 1992. szeptember 29-én és 30-án került sor az ENSZ felügyelete alatt. Dos Santos 49,7%-ot, Savimbi pedig 40,1%-os támogatottságot szerzett. Savimbi választási csalásra hivatkozott és október 30-án az UNITA újrakezdte a polgárháborút. Az Egyesült Államok igyekezett egy mindkét fél számára elfogadható megoldást találni, azonban Savimbi elutasította a fegyveres erővel elfoglalt területek feladását. Ezzel azt érte el, hogy 1993 tavaszán az Egyesült Államok hivatalosnak ismerte el dos Santos kormányát. Az 1994-től 1998-ig tartó időszak viszonylagos békében telt. Dos Santos 1995. október 22-én - az ENSZ megalakulásának 50. évfordulóján - beszédet mondott, amelyben köszönetét fejezte ki az Angolának nyújtott segítségért. Ugyancsak köszönetet mondott a békefenntartó egységeknek az UNITA gerilláinak lefegyverzéséért és a megbékélési folyamat felügyeletéért. 1998-ban ismét kiújultak a harcok, amelynek végül Jonas Savimbi 2002-ben bekövetkező halála vetett véget.

### A polgárháború után
Dos Santos kormányzata alatt néhány, nagy gazdasági növekedést elérő szektorban (például az olaj- és gyémántkitermelés) jelentős volt a korrupció. Ennek ellenére pozitívumnak tekinthető, hogy a bekövetkező stabilitás következtében vezetése alatt Angola Fekete-Afrika harmadik legerősebb gazdasági hatalmává vált. Az évek során szilárd kapcsolatot épített ki Kínával, az Egyesült Államokkal és Brazíliával is. A média - amelynek jelentős része a miniszterei tulajdonában van - alapvetően tartózkodott bírálatától. Előfordult azonban, hogy kritikusait perbe fogták. Különösen a fiatalabb generáció tagjai között akadtak bírálói, akik egyfajta diktátorként tekintettek rá. 2011 márciusában a tunéziai és egyiptomi események hatására tüntetéseket szerveztek ellene. Ennek következtében a 2012-es választási kampányát a fiatalokat megnyerésére koncentrálta.

### Személyisége
Meglehetősen visszahúzódó személyiség és ritkán szerepelt a médiában, ami miatt sokan félénknek tartották. Egyes politikai elemzők szerint azonban éppen ebben rejlett az ereje, mivel így kiismerhetetlenebb maradt ellenfelei számára.